# Gabby Rivera
Gabby Rivera es una escritora y narradora estadounidense. Es autora de la novela para jóvenes adultos Juliet Takes a Breath de 2016, y escribió el cómic de Marvel America de 2017-2018, sobre la superheroína América Chávez. Su trabajo a menudo aborda cuestiones de identidad y representación de las personas de color y la comunidad queer, dentro de la cultura popular estadounidense. Rivera es puertorriqueña y del Bronx.

## Primeros años y educación
Gabby Rivera nació de Martha y Charles Rivera. Rivera creció en el distrito del Bronx de la ciudad de Nueva York, es de ascendencia puertorriqueña y creció en un hogar religioso de evangelicalismo pentecostal. Su amor por la lectura y la escritura le vino desde muy temprana edad gracias a su madre, maestra de jardín de infantes. Rivera asistió a una escuela privada sólo para niñas en White Plains, Nueva York. Rivera asistió al Goucher College en Towson, Maryland, y se graduó en 2004.

## Carrera
Rivera comenzó su carrera y su amor por la literatura a la edad de 17 años asistiendo a un café local para las noches de poesía. Inició su carrera en poesía escénica y se inspiró en historias escritas por autores negros, latinos y queer. Es editora de Autostraddle, una revista en línea para, sobre y escrita por mujeres LGBTQ+, personas no binarias y, a veces, hombres trans. Rivera es una mentora a través de su trabajo como gerente de programas juveniles en GLSEN.

### Juliet Takes a Breath(2016)
Juliet Takes a Breath (2016) es una novela semiautobiográfica y de ficción sobre la transición a la edad adulta, sobre una mujer latina y lesbiana del Bronx que enfrenta su identidad. En esta historia, Juliet Milagros Palante se muda a Portland, Oregon, durante el verano para realizar una pasantía con Harlowe Brisbane, una escritora feminista blanca y autora de "Raging Flower: Empowering Your Pussy by Empowering Your Mind".

### América(2017-2018)
Miss América es una superheroína ficticia que aparece en los cómics estadounidenses publicados por Marvel Comics y el primer personaje LGBTQ latinoamericano de Marvel en protagonizar una serie regular. De 2017 a 2018, Gabby Rivera fue autora de la serie América, hasta que fue cancelada por Marvel Publishing.
La serie de cómics fue nominada a Mejor cómic en los 29.º Premios GLAAD Media. La jueza de la Corte Suprema Sonia Sotomayor envió una carta a Rivera elogiando su trabajo en la serie y con el personaje de América Chávez.

### Serie B.B. Free
B.B. Free es una serie de cómics que se centra en un joven de 15 años que navega en un mundo post cambio climático con una plaga, donde la madre naturaleza mata la codicia. El primer número de B.B. Free fue ilustrado por Royal A. Dunlap. La serie se basó en una historia corta escrita por Rivera titulado IMBALANCE.

## Vida personal
Rivera es abiertamente lesbiana.

## Publicaciones
- Rivera, Gabby (2016). Juliet Takes a Breath (1 edición). Bronx, New York: Riverdale Avenue Books. ISBN 978-1626012516.
- Rivera, Gabby; Quinones, Joe (2017). America Vol. 1: The Life and Times of America Chavez. New York City, New York: Marvel. ISBN 978-1302908812.
- Rivera, Gabby; Quinones, Joe; Wu, Annie (2018). America Vol. 2: Fast and Fuertona. New York City, New York: Marvel. ISBN 978-1302908829.